# Robert Schlosser
Robert Schlosser (* 1953 in Memmingen) ist ein deutscher Künstler.
Durch seinen Vater, der selbst Memminger Maler und Kunsterzieher war, kam er schon früh zur Kunst. Nach seinem Abitur am Bernhard-Strigel Gymnasium studierte Robert Schlosser von 1973 bis 1978 an der Akademie der Bildenden Künste München bei  Sauerbruch. Im Anschluss zog er nach Hamburg, wo er auch heute noch mit seiner Frau und Tochter lebt. 
Als Künstler arbeitet er vor allem an Bildern auf Papier und Leinwand in Mischtechnik (Emulsion aus Leinöl und Acrylbinder, Pigmente; Buntstifte und Aquarell- oder Temperafarben) und Druckgrafiken, vorwiegend Holzschnitte. Viele seiner Werke wurden an Banken und Kliniken verkauft. Hunderte Werke gingen an Privatkäufer. Die bisher größte Einzelausstellung war anlässlich der Memminger Meile 2007 im barocken Kreuzherrenkloster Memmingen.

## Ausstellungen
- Galerie Mühleisen, Memmingen (während des Studiums)
- Kunstsalon München
- Galerie Neuendorf, Memmingen, u. a. „Auf den Spuren Cezannes“,  „Malen, Reisen, Malen“ Stadthalle, und Werkschau zum 50. Geburtstag
- Galerie Rose, Hamburg
- studio Galerie, Celle

„Plein Air“ Malprojekt norddeutscher und Pfälzer Maler, Edesheim
- Galerie Schuck
- Symposion Memminger Meile